# Etilpentano
El 3-etilpentano es un alcano ramificado con fórmula molecular C7H16.